# 열녀 부안임씨 정려
열녀 부안임씨 정려(烈女 扶安林氏 旌閭)는 세종특별자치시 연서면 와촌리에 있는 정려이다. 2014년 9월 30일 세종특별자치시의 향토문화유산 제26호로 지정되었다.

## 개요
열녀 부안임씨 정려(烈女 扶安林氏 旌閭)는 조선시대 열녀 부안임씨(扶安林氏)의 효행(孝行)을 세상에 널리 알려 칭찬하고 기억하기 위해 나라에서 하사한 명정(銘旌)을 현판(懸板)으로 걸어놓은 정문(旌門)이다.
부안임씨는 유언하(兪彦夏, 1749~1819)와 19살에 혼인하였는데 시어머니인 성주배씨(星州裵氏)와의 사이가 매우 좋았다고 한다. 그런 시어머니가 병이 들자 지극정성으로 간호하며 치료를 위해 갖은 노력을 다 했지만 병세가 좋아지지 않았다. 그러던 중 시어머니의 병에는 사람의 고기가 효험이 있다는 말을 듣고 자신의 허벅지살을 잘라 구워드리기도 하였다. 또 병석에 계신 시어머니를 위해 산봉우리에 제단을 만들고 9년 동안 기도를 드렸는데 그 정성에 하늘도 감복해서인지 산속에 오르내리는 길은 호랑이가 지켜주고 재단은 매가 돌봐주었다는 이야기도 있다.
부안임씨의 효행에 대해 지역의 유림(儒林)들이 글을 올려 1887년(고종 24)에 명정을 받았고 내부에는 부안임씨의 현판과 1924년에 작성된 정려기(旌閭記)가 걸려있다.